# 雅眼蝶属
雅眼蝶属（学名：Arhuaco）是蛱蝶科的一属。

## 下属物种
本属包括以下物种：
- Arhuaco dryadina
- Arhuaco ica Adams & Bernard, 1977